# تشانغ تشونغ جينغ
تشانغ تشونغ جينغ (بالصينية: 張仲景) (150—219)، الاسم الرسمي تشانغ جي (张 机)، طبيب صيني وكاتب ومخترع لأسرة هان الشرقية وواحدًا من أبرز الأطباء الصينيين خلال السنوات اللاحقة من عهد أسرة هان. أسس مبادئ الدواء ولخص التجربة الطبية، مما يجعل مساهماته كبيرة في تطوير الطب الصيني التقليدي.

## السيرة الذاتية
على الرغم من أنه معروف جيدا في الطب الصيني الحديث ويعتبر واحدا من أشهر الأطباء الصينيين في التاريخ، لا يعرف إلا القليل جدا عن حياته. وفقا لمصادر لاحقة، ولد في نانيانغ، شغل منصبًا رسميًا في تشانغشا وعاش بين حوالي 150 إلى 219 ميلاديًا.

## روابط خارجية
- مؤلفات تشانغ تشونغ جينغ في مشروع غوتنبرغ
- أعمال أو نبذة عن تشانغ تشونغ جينغ على أرشيف الإنترنت